# Harmonisierter Dienst von sozialem Wert
Ein harmonisierter Dienst von sozialem Wert (HDSW)  ist ein Telekommunikationsdienst, für den nach Entscheidung durch die EU-Kommission ein konkreter sozialer Bedarf besteht. Er ist in der Europäischen Union vorwahlfrei unter einer mit 116 beginnenden Nummer erreichbar.

## Nummernzuweisung
Nach Entscheidung der Europäischen Kommission vom 15. Februar 2007 (2007/116/EG, Abl. Nr. L 49) stellen die Mitgliedstaaten sicher, dass bestimmte Rufnummern reserviert werden. Diese Rufnummern sind im Anhang zur Entscheidung aufgeführt. Sie dürfen nur von den Diensten genutzt werden, für die sie reserviert sind. Außerdem stellen die Mitgliedsstaaten sicher, dass Nummern aus dem Bereich 116xyz, die nicht in diesem Anhang aufgeführt sind, auch nicht genutzt werden. Des Weiteren darf die Nummer „116 112“ weder zugeteilt noch durch einen Dienst genutzt werden. Für den Anrufer ist die Nutzung des Dienstes entgeltfrei, für die Nutzung des Dienstes zahlt der Angerufene. Der Dienst ist aus allen Fest- und Mobilfunknetzen kostenlos für den Anrufer erreichbar.
HDSW-Rufnummern dürfen von den nationalen Rufnummernverwaltungen nur zugeteilt werden, wenn die EU-Kommission in der Liste der für harmonisierte Dienste von sozialem Wert reservierten Rufnummern eine solche Einzelnummer für einen Dienst reserviert haben. Allerdings hat der Sperr-Notruf Bestandsschutz, er ist in Deutschland  weiterhin unter der 116 116 kostenlos erreichbar, obwohl er nicht zu den harmonisierten Diensten von sozialem Wert gehört.

## Nutzungszweck
Nach den Erwägungsgründen und Art. 2 der Kommissionsentscheidung sind harmonisierte Dienste von sozialem Wert solche, die der öffentlichen Daseinsvorsorge dienen. Sie müssen zum Wohlbefinden oder zur Sicherheit der Bürger oder bestimmter Bevölkerungsgruppen beitragen oder Bürgern helfen, die sich in Schwierigkeiten befinden. Außerdem muss der Dienst potentiell Besuchern aus anderen Ländern nützen. Voraussetzungen ist dabei, dass der Dienst dem Bürger Informationen, Hilfestellung oder eine Meldestelle (sowie Kombinationen davon) anbietet. Außerdem muss der Dienst ohne vorherige Anmeldung nutzbar sein und darf nicht befristet sein; für die Nutzung darf keine Zahlung verlangt werden. Bestimmte Tätigkeiten (Werbung, Unterhaltung, Verkaufsförderung und Verkauf und die Nutzung des Anrufs für den künftigen Verkauf kommerzieller Dienstleistungen) sind während des Anrufs ausgeschlossen.

## Zuweisungen
| Rufnummer | Dienst                                                                          | Anmerkung |
| --------- | ------------------------------------------------------------------------------- | --- |
| 116 000   | Hotline für vermisste Kinder                                                    | Der Dienst nimmt Meldungen über vermisste Kinder entgegen und leitet sie an die Polizei weiter, berät und unterstützt die für die vermissten Kinder verantwortlichen Personen und unterstützt die Untersuchung. Der Dienst muss landesweit rund um die Uhr erreichbar sein. In Deutschland führt die Initiative Vermisste Kinder diesen Dienst durch. In Österreich nimmt 147 – Rat auf Draht den Dienst wahr. |
| 116 006   | Beratungsdienst für Opfer von Verbrechen                                        | Der Dienst bietet Opfern von Verbrechen emotionale Unterstützung, informiert sie über ihre Rechte und den Rechtsweg und verweist sie an einschlägige Organisationen. Er macht Angaben zur nächsten Polizeidienststelle und gibt Informationen zu den Strafverfolgungsverfahren, klärt Fragen zum Schadensersatz und zur Versicherung und hilft beim Auffinden anderer Stellen, die den Opfern behilflich sein können. In Deutschland und Österreich führt der Weisse Ring e.V. diesen Dienst aus.                                  |
| 116 111   | Hotline für Hilfe suchende Kinder                                               | Der Dienst hilft Kindern, die Betreuung und Schutz benötigen, und bringt sie mit Diensten und Ressourcen in Kontakt; er bietet Kindern Gelegenheit, um Sorgen zu äußern, über ihre Probleme zu sprechen und einen Ansprechpartner zu finden. In Deutschland führt der Verein Nummer gegen Kummer e.V. den Dienst aus, in Österreich ist die Nummer nicht zugeteilt. |
| 116 116   | Zentrale Anlaufstelle zur Sperrung elektronischer Berechtigungen                | (nicht offiziell von der Europäischen Kommission festgelegt, bisher nur in Deutschland von der Bundesnetzagentur) |
| 116 117   | Bereitschaftsdienst für ärztliche Hilfe in nicht lebensbedrohlichen Situationen | Dieser Dienst leitet Anrufer in dringenden, aber nicht lebensbedrohlichen Fällen auch außerhalb der normalen Dienstzeiten zu einem entsprechenden medizinischen Dienst weiter. In Deutschland führt die Kassenärztliche Bundesvereinigung den Dienst aus, in Österreich ist der Dienst redundant zur nationalen Kurzrufnummer 141 für kassenärztlichen Bereitschaftsdienst („Ärztenotdienst“) und bundesweit Notruf Niederösterreich zugeteilt, die Anrufe an die entsprechende regional zuständige Zentrale für 141 weiterleiten. |
| 116 123   | Hotline zur Lebenshilfe                                                         | Der Dienst bietet dem Anrufer einem menschlichen Ansprechpartner, der ihm vorurteilsfrei zuhört. Er leistet seelischen Beistand für Anrufer, die unter Einsamkeit leiden, sich in einer Lebenskrise befinden oder Selbstmordgedanken hegen. In Deutschland nimmt die Katholische Bundesarbeitsgemeinschaft für Ehe-, Familien- und Lebensberatung, Telefonseelsorge und Offene Tür e.V den Dienst wahr, in Österreich der Österreichische Rundfunk.                                                                                |